# Hans-Helmut Peters
Hans-Helmut Peters (* 21. Juli 1908 in Harburg-Wilhelmsburg; † 6. Dezember 1987) war ein deutscher evangelisch-lutherischer Theologe und Landessuperintendent der Sprengel Celle und Calenberg-Hoya der Evangelisch-lutherischen Landeskirche Hannover.

## Leben
Peters studierte nach dem Abitur am Kaiserin-Auguste-Viktoria-Gymnasium in Hannover-Linden ab Sommersemester 1926 Theologie in Erlangen, Berlin und Göttingen. Von 1931 bis 1933 besuchte der das Predigerseminar auf der Erichsburg. Am 15. Oktober 1933 wurde er in der Michaeliskirche in Hildesheim als Pastor der hannoverschen Landeskirche ordiniert. Von 1933 bis 1939 wirkte Peters als Reiseprediger mit Sitz in Nizza in Südfrankreich und übernahm die Verwaltung der Gemeinden Sanremo und Bordighera in Italien. Am 1. November 1939 wechselte er als Hilfsarbeiter ins kirchliche Außenamt der Deutschen Evangelischen Kirche (DEK) in Frankfurt am Main und wurde Sekretär des Evangelischen Hilfswerks für Internierte und Kriegsgefangene. Im gleichen Jahr veröffentlichte er eine Studie über "Luthers Einfluß in Frankreich und deutsche Lutheraner 1517 bis 1626". Am 15. Juli 1940 trat er eine Stelle an der deutschen evangelisch-lutherischen Christuskirche in Paris an. Hier fungierte er zugleich als Sonderbeauftragter des Kirchlichen Außenamts der DEK in Frankreich.
Nach Deutschland zurückgekehrt wurde Peters 1944 Pastor in Hattendorf. 1946 übernahm er als Pfarrer der Landeskirche die Funktion des Landesjugendpfarrers und Leiters des Landesjugendpfarramtes im Amt für Gemeindedienst in Hannover. Er wurde Vorsitzender der Kommission für Jugendarbeit des Lutherischen Weltbundes und organisierte 1952 die ökumenische Jugendtagung in Hannover. Nach einer kurzen Tätigkeit als Hilfssachbearbeiter im Landeskirchenamt wurde er am 1. Oktober 1955 Pastor und Superintendent an der Stadtkirche in Celle. Am 1. Juli 1959 wurde er Landessuperintendent für den Sprengel Celle. 1969 wurde er zusätzlich mit der Versehung des alten Sprengels Calenberg-Hoya betraut. Nach der Auflösung des Sprengels Celle übernahm er 1971 die Leitung des vergrößerten Sprengels Calenberg-Hoya. Am 1. August 1976 trat er in den Ruhestand.
Auch während seiner Amtszeit als Landessuperintendent pflegte Peters Beziehungen ins Ausland. Er nahm als Delegierter der hannoverschen Landeskirche an deutsch-französischen Theologentagungen und internationalen kirchlichen Konferenzen teil, unter anderem am Kolloquium "Zehn Jahre Ökumenismusdekret" der Päpstlichen Universität San Anselmo in Rom (1974). 1966 visitierte er in einer mehrmonatigen Reise die Lutherische Goßner-Kirche von Chota-Nagpur und Assam.